# Zasłonak złoty

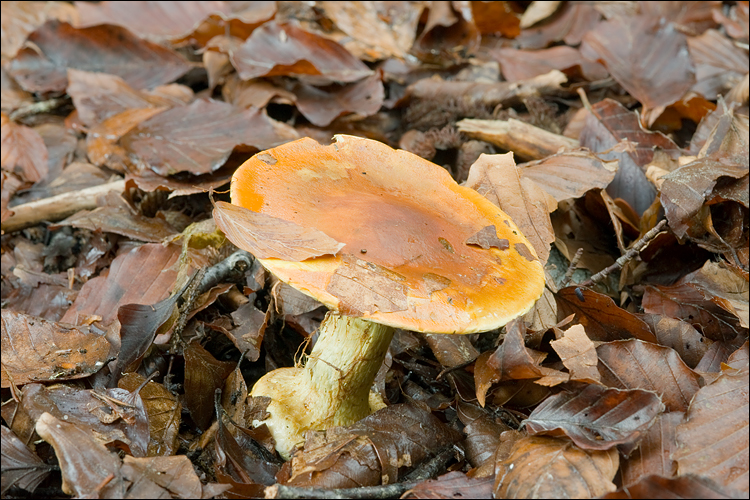

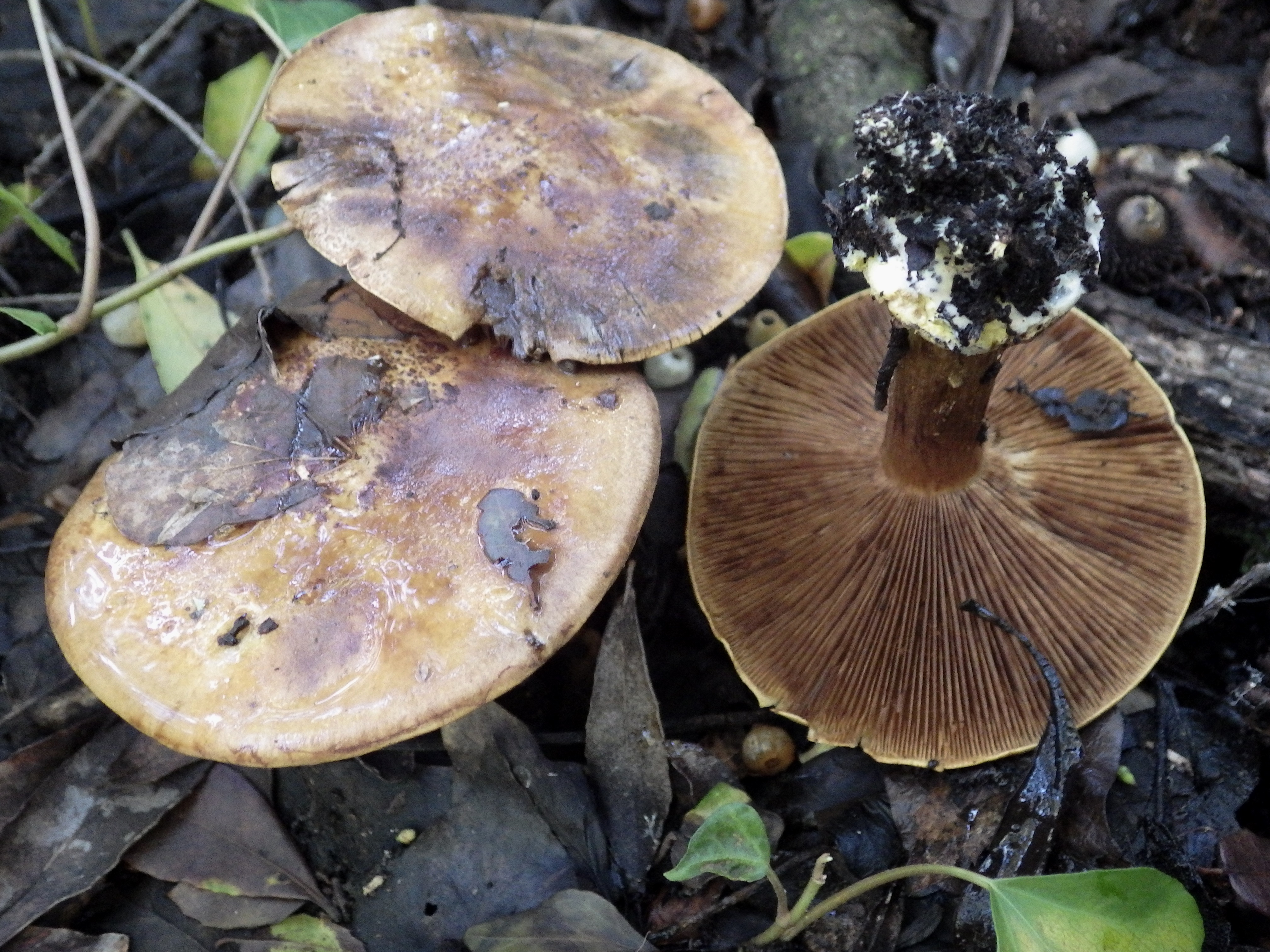

Zasłonak złoty (Cortinarius elegantissimus Rob. Henry) – gatunek grzybów należący do rodziny zasłonakowatych (Cortinariaceae).

## Systematyka i nazewnictwo
Pozycja w klasyfikacji według Index Fungorum: Cortinarius, Cortinariaceae, Agaricales, Agaricomycetidae, Agaricomycetes, Agaricomycotina, Basidiomycota, Fungi.
Zdiagnozował go Rob Henry w 1989 r. bazując na opublikowanym przez Eliasa Friesa gatunku Cortinarius elegantior (Fr.) Fr. Synonimy:
- Agaricus auroturbinatus Secr. 1833
- Cortinarius aurantioturbinatus Secr. ex J.E. Lange 1939
- Cortinarius elegantissimus Rob. Henry 1943
- Cortinarius elegantissimus f. volvaceus M.M. Moser 1952
- Phlegmacium aureoturbinatum Secr. ex M.M. Moser 1960
- Phlegmacium elegantissimum M.M. Moser 1953

Polską nazwę nadał Andrzej Nespiak w 1975 r.

## Morfologia
Kapelusz
Średnica 6–10 cm, początkowo półkulisty, potem łukowaty, w końcu płasko rozpostarty i płytko wgłębiony, podczas wilgotnej pogody śliski i błyszczący. Powierzchnia intensywnie żółta z oliwkowym odcieniem, na środku pomarańczowoczerwona, i są na niej brązowawe plamy i promieniście ułożone brązowe włókienka. W młodych owocnikach kapelusz wraz z trzonem otoczony jest białawą zasnówką.
Blaszki
Szeroko przyrośnięte, wąskie, początkowo żółte z oliwkowym odcieniem, potem brązowe z oliwkowym odcieniem.
Trzon
Wysokość 6–10 cm, grubość 1,3–2 cm, walcowaty, pełny, u podstawy z szeroką bulwą osiągającą średnicę do 3,5 cm. Powierzchnia siarkowożółta pokryta podłużnie włókienkami zasnówki, początkowo zielonożółtymi, potem od zarodników zmieniającymi barwę na pomarańczowobrązową.
Miąższ
Białożółtawy, w smaku łagodny, o zapachu suszonego kopru lub pieczywa.
Reakcje chemiczne
NaOH przebarwia skórkę kapelusza i miąższ na czerwonobrązowo, płyn Lugola na rdzawobrązowo.
Cechy mikroskopowe
Zarodniki cytrynkowate, brązowe, grubo brodawkowane, silnie dekstrynoidalne, 12,5–15,5 × 8,0–9,5 μm. Cheilocystyd brak.

## Występowanie i siedlisko
Podano wiele stanowisk Cortinarius elegantissimus w Europie oraz jedno w Kanadzie. W Polsce jego stanowiska podał Andrzej Nespiak w 1973 r. w Pieninach, Władysław Wojewoda w 1974 r. (jako C. auroturbinatus) w Ojcowskim Parku Narodowym i Tomasz Ślusarczyk w 2011 r. nad brzegiem Jeziora Łagowskiego. Aktualne stanowiska podaje internetowy atlas grzybów (jedno w 2021 r.). Znajduje się w nim na liście gatunków zagrożonych i wartych objęcia ochroną.
Naziemny grzyb mykoryzowy. Występuje w lasach mieszanych i iglastych.